# Tuur Dierckx
Tuur Dierckx (* 9. Mai 1995 in Broechem, Flandern) ist ein belgischer Fußballspieler, der seit 2020 beim KVC Westerlo spielt.

## Karriere
Sein Jupiler-Pro-League-Debüt gab Dierckx am 26. Juli 2013 gegen Sporting Charleroi (2:0). Nachdem er in der Saison 2013/14 in der ersten fünf Ligaspielen vier Mal auf dem Platz stand, gehörte er im weiteren Verlauf der Saison vielfach nicht zum Spieltagskader. Es kam dann lediglich noch zu zwei Kurzzeiteinsätzen.
Nachdem Dierckx auch in der Saison 2014/15 nur in drei der ersten sechs Ligaspielen jeweils für wenige Minuten auf dem Platz stand, wurde er Anfang September 2014 für den Rest der Saison an den KV Kortrijk ausgeliehen. Dort stand er mit Ausnahme von einem Spiel bei jedem Spiel auf dem Platz, wenn auch nicht über die volle Dauer.
Nachdem im Wintertransferfenster der FC Brügge zwei andere Spieler abgegeben hatte, wurde Anfang Februar 2015 vereinbart, die Ausleihe vorzeitig zu beenden. Zurück in Brügge stand Dierckx auch dort regelmäßig auf dem Platz.
Im Sommer 2016 wechselte er zu Royal Antwerpen, die in dieser Saison in der Zweiten Division spielte, und unterschrieb dort einen Vertrag über vier Jahre. Als Sieger der zweiten Tranche und anschließend der Aufstiegsspiele stieg Antwerpen zur Saison 2017/18 in die erste Division auf. Nachdem er in der ersten Division in den ersten fünf Spielen der neuen Saison nicht im Kader stand, wechselte er mit einem Vertrag über drei Jahre zu Waasland-Beveren. Von Februar bis Dezember 2018 fiel er mit einem Kreuzbandriss verletzt aus.
Zur Saison 2020/21 kehrt er zum KVC Westerlo in die Division 1B zurück. Anfang Juni 2020 unterschrieb er dort einen Vertrag bis zum Ende der Saison 2022/23. In der ersten Saison bestritt er 22 von 28 möglichen Ligaspielen für Westerlo. In der nächsten Saison waren es 7 von 28 möglichen Ligaspielen und ein Pokalspiel. Ab Mitte Oktober 2022 fiel er erneut wegen eines Kreuzbandrisses bis zum Saisonende aus. Dem Verein gelang zur Saison 2022/23 der Aufstieg in die Division 1A. In der Saison 2022/23 bestritt er 32 von 40 möglichen Ligaspielen, in denen er fünf Tore schoss, und zwei Pokalspiele mit einem Tor.

## Nationalmannschaft
Dierckx spielte in den Jugendnationalmannschaften von Belgien von der U-15 an. Mit der U-17-Nationalmannschaft nahm er an der U-17-Europameisterschaft teil und spielte dort in allen drei Gruppenspiele. Belgien schied dort nach der Gruppenphase aus. Auch für die U-19- und U-21-Nationalmannschaft nahm er an Europameisterschafts-Qualifikationsspielen teil. In die A-Nationalmannschaft wurde Dierckx noch nicht berufen.

## Sonstiges
Internationale Aufmerksamkeit erlangte er im März 2021, als er nach einer illegalen Corona-Party in Antwerpen vom Polizeigericht zu einer Geldstrafe sowie zu einem Monat Gefängnis verurteilt wurde. Dabei werden solche kurzen Haftstrafen in der Regel in Belgien nicht vollstreckt. Zusätzlich hat Dierckx auf Wunsch der Vereinsführung von Westerlo einen Tag auf der COVID-Station eines Krankenhauses geholfen.

## Titel und Erfolge
- Belgischer Pokalsieger: 2015 (FC Brügge)
- Belgischer Meister: 2015/16 (FC Brügge)